# 賴特角
賴特角（英語：Wright Point）是南極洲的海岬，位於威爾克斯地，處於風車行動群島的福德島北端，根據美國海軍拍攝空中照片繪入地圖，現時由南極條約體系管理。